# Otterhampton
Otterhampton is een civil parish in het bestuurlijke gebied Sedgemoor, in het Engelse graafschap Somerset met 831 inwoners.